# 2015-ös WTCC német nagydíj
A 2015-ös WTCC német nagydíj volt a 2015-ös túraautó-világbajnokság negyedik fordulója. 2015. május 16-án rendezték meg a Nürburgring-Nordschleife-n, Nürburgban.

## Időmérő
| Poz.                                    | #  | Versenyző           | Csapat                          | Autó                    | Kat. | Idő       | Pont |
| --------------------------------------- | -- | ------------------- | ------------------------------- | ----------------------- | ---- | --------- | ---- |
| 1                                       | 37 | José María López    | Citroën Total WTCC              | Citroën C-Elysée WTCC   |      | 8:37,327  | 5    |
| 2                                       | 7  | Hugo Valente        | Campos Racing                   | Chevrolet RML Cruze TC1 | Y    | 8:38,579  | 4    |
| 3                                       | 9  | Sébastien Loeb      | Citroën Total WTCC              | Citroën C-Elysée WTCC   |      | 8:39,935  | 3    |
| 4                                       | 5  | Michelisz Norbert   | Zengő Motorsport                | Honda Civic WTCC        | Y    | 8:40,595  | 2    |
| 5                                       | 33 | Ma Csing-hua        | Citroën Total WTCC              | Citroën C-Elysée WTCC   |      | 8:41,252  | 1    |
| 6                                       | 68 | Yvan Muller         | Citroën Total WTCC              | Citroën C-Elysée WTCC   |      | 8:41,356  |      |
| 7                                       | 25 | Mehdi Bennani       | Sébastien Loeb Racing           | Citroën C-Elysée WTCC   | Y    | 8:42,565  |      |
| 8                                       | 2  | Gabriele Tarquini   | Honda Racing Team JAS           | Honda Civic WTCC        |      | 8:43,495  |      |
| 9                                       | 4  | Tom Coronel         | ROAL Motorsport                 | Chevrolet RML Cruze TC1 | Y    | 8:43,646  |      |
| 10                                      | 18 | Tiago Monteiro      | Honda Racing Team JAS           | Honda Civic WTCC        |      | 8:43,723  |      |
| 11                                      | 3  | Tom Chilton         | ROAL Motorsport                 | Chevrolet RML Cruze TC1 | Y    | 8:43,808  |      |
| 12                                      | 27 | John Filippi        | Campos Racing                   | Chevrolet RML Cruze TC1 | Y    | 8:44,632  |      |
| 13                                      | 12 | Robert Huff         | Lada Sport Rosneft              | Lada Vesta              |      | 8:45,685  |      |
| 14                                      | 26 | Stefano D'Aste      | ALL-INKL.COM Münnich Motorsport | Chevrolet RML Cruze TC1 | Y    | 8:47,370  |      |
| 15                                      | 8  | Sabine Schmitz      | ALL-INKL.COM Münnich Motorsport | Chevrolet RML Cruze TC1 | Y    | 8:49,174  |      |
| 16                                      | 11 | Grégoire Demoustier | Craft Bamboo                    | Chevrolet RML Cruze TC1 | Y    | 8:52,581  |      |
| Kvalifikációs időlimit (107%): 9:13,539 |    |                     |                                 |                         |      |           |      |
| 17                                      | 46 | Jaap van Lagen      | Lada Sport Rosneft              | Lada Vesta              |      | 13:24,993 |      |

- Y - Yokohama bajnokság

## Első verseny
| Poz. | #  | Versenyző           | Csapat                          | Autó                    | Kat. | Futott kör | Idő/Kiesés oka | Rajthely | Pont |
| ---- | -- | ------------------- | ------------------------------- | ----------------------- | ---- | ---------- | -------------- | -------- | ---- |
| 1    | 37 | José María López    | Citroën Total WTCC              | Citroën C-Elysée WTCC   |      | 3          | 26:02,550      | 1        | 25   |
| 2    | 9  | Sébastien Loeb      | Citroën Total WTCC              | Citroën C-Elysée WTCC   |      | 3          | +4,930         | 3        | 18   |
| 3    | 68 | Yvan Muller         | Citroën Total WTCC              | Citroën C-Elysée WTCC   |      | 3          | +8,759         | 6        | 15   |
| 4    | 5  | Michelisz Norbert   | Zengő Motorsport                | Honda Civic WTCC        | Y    | 3          | +9,918         | 4        | 12   |
| 5    | 33 | Ma Csing-hua        | Citroën Total WTCC              | Citroën C-Elysée WTCC   |      | 3          | +10,516        | 5        | 10   |
| 6    | 2  | Gabriele Tarquini   | Honda Racing Team JAS           | Honda Civic WTCC        |      | 3          | +10,789        | 7        | 8    |
| 7    | 25 | Mehdi Bennani       | Sébastien Loeb Racing           | Citroën C-Elysée WTCC   | Y    | 3          | +11,389        | 12       | 6    |
| 8    | 26 | Stefano D'Aste      | ALL-INKL.COM Münnich Motorsport | Chevrolet RML Cruze TC1 | Y    | 3          | +12,755        | 10       | 4    |
| 9    | 3  | Tom Chilton         | ROAL Motorsport                 | Chevrolet RML Cruze TC1 | Y    | 3          | +21,910        | 9        | 2    |
| 10   | 8  | Sabine Schmitz      | ALL-INKL.COM Münnich Motorsport | Chevrolet RML Cruze TC1 | Y    | 3          | +35,348        | 11       | 1    |
| 11   | 46 | Jaap van Lagen      | Lada Sport Rosneft              | Lada Vesta WTCC         |      | 3          | +35,726        | 17       |      |
| 12   | 27 | John Filippi        | Campos Racing                   | Chevrolet RML Cruze TC1 | Y    | 3          | +36,572        | 14       |      |
| 13   | 11 | Grégoire Demoustier | Craft Bamboo                    | Chevrolet RML Cruze TC1 | Y    | 3          | +47,474        | 15       |      |
| Ki   | 18 | Tiago Monteiro      | Honda Racing Team JAS           | Honda Civic WTCC        |      | 2          |                | 8        |      |
| Ki   | 7  | Hugo Valente        | Campos Racing                   | Chevrolet RML Cruze TC1 | Y    | 1          |                | 2        |      |
| Ki   | 4  | Tom Coronel         | ROAL Motorsport                 | Chevrolet RML Cruze TC1 | Y    | 1          |                | 13       |      |
| Ki   | 12 | Robert Huff         | Lada Sport Rosneft              | Lada Vesta WTCC         |      | 0          |                | 16       |      |

- Y - Yokohama bajnokság

## Második verseny
| Poz. | #  | Versenyző           | Csapat                          | Autó                    | Kat. | Futott kör | Idő/Kiesés oka | Rajthely | Pont |
| ---- | -- | ------------------- | ------------------------------- | ----------------------- | ---- | ---------- | -------------- | -------- | ---- |
| 1    | 68 | Yvan Muller         | Citroën Total WTCC              | Citroën C-Elysée WTCC   |      | 3          | 26:17,149      | 5        | 25   |
| 2    | 37 | José María López    | Citroën Total WTCC              | Citroën C-Elysée WTCC   |      | 3          | +0,173         | 10       | 18   |
| 3    | 18 | Tiago Monteiro      | Honda Racing Team JAS           | Honda Civic WTCC        |      | 3          | +0,539         | 1        | 15   |
| 4    | 2  | Gabriele Tarquini   | Honda Racing Team JAS           | Honda Civic WTCC        |      | 3          | +0,694         | 3        | 12   |
| 5    | 9  | Sébastien Loeb      | Citroën Total WTCC              | Citroën C-Elysée WTCC   |      | 3          | +3,402         | 8        | 10   |
| 6    | 25 | Mehdi Bennani       | Sébastien Loeb Racing           | Citroën C-Elysée WTCC   | Y    | 3          | +4,062         | 4        | 8    |
| 7    | 12 | Robert Huff         | Lada Sport Rosneft              | Lada Vesta WTCC         |      | 3          | +5,365         | 13       | 6    |
| 8    | 4  | Tom Coronel         | ROAL Motorsport                 | Chevrolet RML Cruze TC1 | Y    | 3          | +8,865         | 2        | 4    |
| 9    | 46 | Jaap van Lagen      | Lada Sport Rosneft              | Lada Vesta WTCC         |      | 3          | +10,000        | 17       | 2    |
| 10   | 27 | John Filippi        | Campos Racing                   | Chevrolet RML Cruze TC1 | Y    | 3          | +18,077        | 12       | 1    |
| 11   | 8  | Sabine Schmitz      | ALL-INKL.COM Münnich Motorsport | Chevrolet RML Cruze TC1 | Y    | 3          | +32,769        | 15       |      |
| 12   | 11 | Grégoire Demoustier | Craft Bamboo                    | Chevrolet RML Cruze TC1 | Y    | 3          | +33,311        | 16       |      |
| Ki   | 33 | Ma Csing-hua        | Citroën Total WTCC              | Citroën C-Elysée WTCC   |      | 2          |                | 6        |      |
| Ki   | 26 | Stefano D'Aste      | ALL-INKL.COM Münnich Motorsport | Chevrolet RML Cruze TC1 | Y    | 1          |                | 14       |      |
| Ki   | 5  | Michelisz Norbert   | Zengő Motorsport                | Honda Civic WTCC        | Y    | 0          |                | 7        |      |
| Ni   | 7  | Hugo Valente        | Campos Racing                   | Chevrolet RML Cruze TC1 | Y    |            |                | 9        |      |
| Ni   | 3  | Tom Chilton         | ROAL Motorsport                 | Chevrolet RML Cruze TC1 | Y    |            |                | 11       |      |

- Y - Yokohama bajnokság

## Külső hivatkozások
- Hivatalos nevezési lista
- Az időmérő eredménye
- Az 1. futam eredménye
- A 2. futam eredménye